# TK/KN-6
La carretera prefectural 6 (東京都道・神奈川県道6号東京大師横浜線, Tōkyōto-dō Kanagawa kendō 6-gō Tōkyō Daishi Yokohama-sen) és una carretera prefectural de primera classe compartida entre les prefectures de Tòquio i Kanagawa, comunicant el districte especial d'Ōta, a Tòquio, amb la ciutat de Yokohama, a Kanagawa. La carretera també rep els noms de Línia Tòquio-Daishi-Yokohama i Camí industrial (産業道路, Sangyō dōro).
La carretera prefectural 6 té una llargària total de 10,8 quilòmetres. Les seccions del recorregut a Tòquio, Kawasaki i Yokohama tenen una llargària de 763, 6.540 i 3.520 metres respectivament.
Els orígens de la TK/KN-6 estàn a les antigues TK-16 (línia Ōmori-Daishigawara) i KN-6 (línia Tajima-Haneda), creades el 25 de setembre de 1936 per ordre ministerial. L'any 1939 s'inaugurà el primigèni pont Daishi, integrant-se a la TK-16. Després de la Segona Guerra Mundial, el Govern Metropolità de Tòquio va reformar la numeració de les carreteres, passant a ser la TK-1. Finalment, l'any 1954 i després que una secció passara a ser part de la N-131, la carretera fou reanomenada com a TK-6 per a coincidir amb la numeració de Kanagawa. Des de llavors, no ha canviat la denominació.

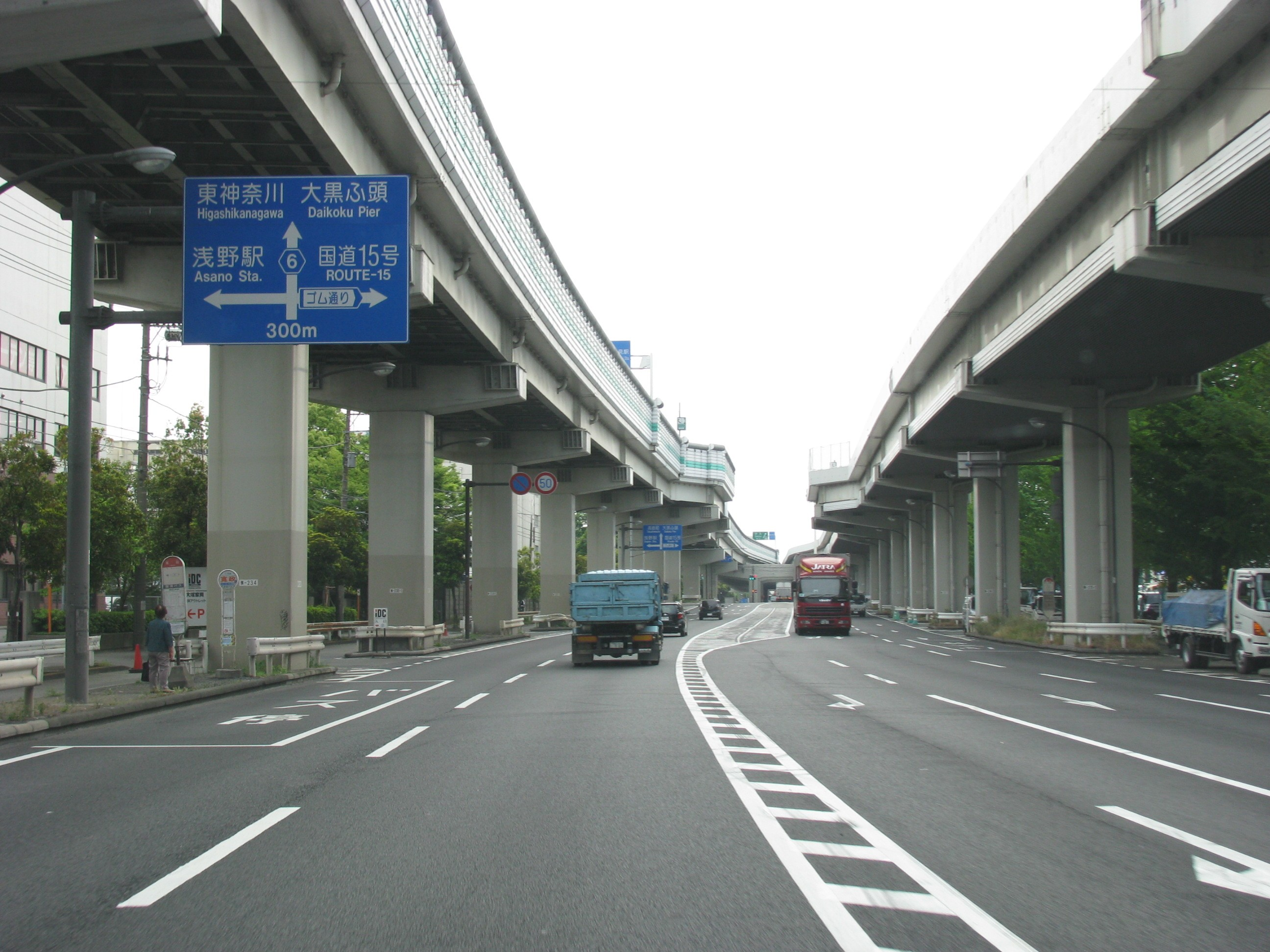
Secció de la TK/KN-6

El recorregut de la TK/KN-6 comença al barri d'Ōmori-Higashi, a Ōta on connecta amb l'N-15 i, des d'allà, continua cap al districte de Kawasaki, a la ciutat homònima, travessant abans el pont Daishi sobre el riu Tama. El recorregut de la carretera finalitza al barri de Namamugi, al districte de Tsurumi, a Yokohama.